# Irving Babbitt
Irving Babbitt, född 2 augusti 1865 i Dayton i Ohio, död 15 juli 1933, var en amerikansk konservativ litteraturkritiker.
Har mest kända arbete är Rousseau and Romanticism (1919). Professor Bodvar Liljegren ansåg honom mera framstående i sin litterära stil än i sina analyser.